# The Seafarers
The Searfarers és el tercer curtmetratge de Stanley Kubrick, estrenada el 1953 a propòsit de la Seafarers Internacional Union of North America, la unió de sindicats dels marins americans.

## Argument
El film està precedit d'una introducció a càrrec del periodista de la CBS Tom Hollenbeck, qui n'és també el narrador.
La pel·lícula fou encarregada pel Sindicat de Mariners i s'hi descriu les funcions del sindicat i els beneficis de formar-ne'n part. S'hi poden veure vaixells, tota mena de màquines, el pòster d'una dona nua, la cantina, i una reunió dels membres del sindicat.
El llarg travelling (utilització d'una dolly) de l'escena de la cantina deixa transparentar l'estil que Stanley Kubrick desenvoluparà després en els seus llargmetratges (per exemple, travelling darrere de les trinxeres a Camins de glòria, o al laberint de The Shining, o a A Clockwork Orange (La taronja mècanica) com a més coneguts).